# Медфорд (Минесота)
Медфорд (енгл. Medford) град је у америчкој савезној држави Минесота.

## Демографија
По попису из 2010. године број становника је 1.239, што је 255 (25,9%) становника више него 2000. године.
| Група             | 2000.       | 2010.         |
| Белци             | 905 (92,0%) | 1.145 (92,4%) |
| Афроамериканци    | 1 (0,1%)    | 11 (0,9%)     |
| Азијати           | 6 (0,6%)    | 7 (0,6%)      |
| Хиспаноамериканци | 63 (6,4%)   | 64 (5,2%)     |
| Укупно            | 984         | 1.239         |